# Estado de todo el pueblo
Estado de todo el pueblo era el término empleado por la filosofía marxista soviética para el Estado que expresaba los intereses y la voluntad de todo el pueblo, entendido como el sucesor de la dictadura del proletariado (que sólo expresaba los del proletariado), todavía dentro de la categoría de Estado socialista. La Unión de Repúblicas Socialistas Soviéticas fue considerada por estos filósofos Estado de todo el pueblo, acabando así con la lucha de clases en la URSS. El objetivo del Estado de todo el pueblo era ser el instrumento para alcanzar la época del comunismo, sin Estado (en su lugar hubiera existido la autogestión comunista).
La expresión «Estado de todo el pueblo» apareció durante el gobierno de Nikita Jruschov que se estableció oficialmente.
Este concepto y tipo de Estado dejó de existir cuando se disolvió la URSS al final de la Guerra Fría.

## Crítica
Este concepto fue criticado por otras corrientes marxistas. Enver Hoxha, primer secretario del Partido del Trabajo de Albania, dijo:

«Sus tesis [las de Jruschov] sobre los llamados "partido de todo el pueblo" y "Estado de todo el pueblo" son un gran fraude. No tienen nada en común con el marxismo-leninismo y sirven solamente para preparar el terreno a la restauración del capitalismo.»

V. I. Lenin nunca habría utilizado ni adoptado el concepto, siendo que se refirió a éste como una idea de los adversarios de la dictadura del proletariado: 

«Incluso ahora, cuando las repúblicas socialistas soviéticas han comenzado a combatir el Estado, nos acusan de ser violadores de la libertad y de erigir un Estado basado en la coerción, en la represión de unos por otros, mientras que ellos representan un Estado de todo el pueblo, un Estado democrático.»

Los maoístas acusaron a Jruschov de falsificar los textos de Karl Marx al traducir la palabra Staatswesen («organización estatal») como «Estado» (en referencia al Estado de todo el pueblo). Mao Zedong atacó el concepto de Estado de todo el pueblo en un capítulo de Acerca del falso comunismo de Jruschov y sus lecciones históricas para el mundo, reiterando para ello la concepción clasista del Estado según la cual el ejercicio de la democracia se reduce al acto de violencia de una clase social contra su opuesta, lo que en ausencia de clases antagónicas debería llevar al fin del Estado y de la democracia:

«Quienquiera que tenga algún conocimiento elemental del marxismo-leninismo sabe que, como una forma de Estado, la democracia es, lo mismo que la dictadura, un concepto de clase. Sólo hay democracia de clase, y no existe "democracia para todo el pueblo".

[...] Dictadura sobre las clases explotadoras y democracia para los trabajadores: he aquí los dos aspectos de la dictadura del proletariado. Sólo bajo la dictadura del proletariado, la democracia para las masas trabajadoras puede desarrollarse y extenderse hasta un grado sin paralelo. Sin la dictadura del proletariado, es imposible la auténtica democracia para los trabajadores.
Donde hay democracia burguesa, no existe democracia proletaria; donde hay democracia proletaria, no existe democracia burguesa. La una elimina a la otra. Esto es inevitable y no admite ningún compromiso. Cuanto más completamente se elimine la democracia burguesa, tanto más se extenderá la democracia proletaria.[...]
Lenin indicó también: "La dialéctica (el curso) del desarrollo es así: del absolutismo a la democracia burguesa, de la democracia burguesa a la proletaria, de la proletaria a nada." Esto quiere decir que en la fase superior del comunismo, la democracia proletaria se extingue con la abolición de las clases y la extinción de la dictadura del proletariado. [...]

¿Cuál es la esencia del "Estado de todo el pueblo" de Jruschov? [...] Bajo la dominación de la camarilla de Jruschov, no hay ninguna democracia para los trabajadores soviéticos, y sólo hay democracia para el puñado de personas de la camarilla revisionista de Jruschov, para la capa social privilegiada y para los elementos burgueses, nuevos y antiguos. La "democracia para todo el pueblo" de Jruschov es, ni más ni menos, la democracia burguesa, o sea, la dictadura despótica de la camarilla de Jruschov sobre el pueblo soviético. En la Unión Soviética de hoy, quien persista en la posición proletaria, se atenga al marxismo-leninismo y se atreva a expresarse, a oponer resistencia y a luchar, es vigilado, espiado, interrogado e incluso arrestado y encarcelado, o calificado de "demente" y metido en un "manicomio".»